# ويليام كيث واتكينز
ويليام كيث واتكينز (بالإنجليزية: William Keith Watkins)‏ هو محامي وقاضي أمريكي، ولد في 5 يوليو 1951 في مقاطعة بايك في الولايات المتحدة.